# Lasers
Lasers – trzeci studyjny album amerykańskiego rapera Lupe Fiasco. Został wydany 4 marca 2011 roku nakładem wytwórni Atlantic Records w Stanach Zjednoczonych.
Raper nad albumem pracował dwa lata, od 2008 do 2010 r. Kompozycja została wyprodukowana przez takie osoby jak: The Audibles, The Neptunes, Needlz, Alex da Kid, Syience czy Soundtrakk. Gościnnie wystąpili tacy goście jak: Trey Songz, John Legend, Skylar Grey, Sway, Matt Mahaffey, MDMA, Eric Turner i Sarah Green. Singlami promującymi album były utwory „The Show Goes On” i „Words I Never Said”. Piosenki osiągnęły umiarkowany sukces osiągając miejsca w notowaniu Billboard Hot 100. Singiel „The Show Goes On” został zatwierdzony jako platyna w Stanach Zjednoczonych.
Album otrzymał mieszane recenzje od większości znanych krytyków muzycznych. Pomimo tego, kompozycja Lupe osiągnęła sukces, debiutując na 1. miejscu notowania Billboard 200 ze sprzedażą 200 000 egzemplarzy w pierwszym tygodniu.

## Lista utworów
| Nr | Tytuł                          | Gościnnie         | Producent                        | Czas |
| -- | ------------------------------ | ----------------- | -------------------------------- | ---- |
| 1  | "Letting Go"                   | Sarah Green       | King David                       | 4:26 |
| 2  | "Words I Never Said"           | Skylar Grey       | Alex da Kid                      | 4:16 |
| 3  | "Till I Get There"             |                   | Needlz                           | 3:23 |
| 4  | "I Don't Wanna Care Right Now" | MDMA              | The Audibles                     | 4:15 |
| 5  | "Out of My Head"               | Trey Songz        | Miykal Snoddy                    | 3:24 |
| 6  | "The Show Goes On"             |                   | Kane Beatz                       | 3:56 |
| 7  | "Beautiful Lasers (2 Ways)"    | MDMA              | King David                       | 4:01 |
| 8  | "Coming Up"                    | MDMA              | King David                       | 3:58 |
| 9  | "State Run Radio"              | Matt Mahaffey     | King David                       | 3:57 |
| 10 | "Break the Chain"              | Eric Turner, Sway | Ishi                             | 4:21 |
| 11 | "All Black Everything"         |                   | The Buchanans                    | 3:40 |
| 12 | "Never Forget You"             | John Legend       | J. Duplessis, Syience, A. Altino | 4:04 |

### iTunes Bonus Tracks
| Nr | Tytuł          | Gościnnie      | Producent    | Czas  |
| -- | -------------- | -------------- | ------------ | ----- |
| 13 | "I'm Beamin"   |                | The Neptunes | 04:48 |
| 14 | "Shining Down" | Matthew Santos | Soundtrakk   | 04:34 |